# Fazael II
Fazael II (ur. 47 lub 46 p.n.e.) - bratanek i zięć Heroda Wielkiego.
Był synem Fazaela I. Najwcześniej około 20 p.n.e. poślubił Salampsio, najstarszą córkę swojego stryja Heroda Wielkiego. Z tego małżeństwa pochodzili:
- Herod VI,
- Aleksander III,
- Antypater IV,
- Aleksandra, żona Timiosa, Cypryjczyka,
- Kypros III, żona Heroda Agryppy I.